# ARIES (radar)
El Radar Aries es una familia de radares en banda X (8 a 12.5 GHz), de alta resolución y baja probabilidad de interceptación (LPI) con un alcance de 250 millas náuticas. El sistema ARIES, desarrollado por Indra, es un radar de vigilancia que se adapta fácilmente a todos los requisitos operativos y necesidades del cliente en una gran variedad de escenarios, gracias a su diseño modular y a sus prestaciones únicas en detección, seguimiento e identificación de blancos de distintos tamaños y rango de velocidades tanto en superficie como en vuelo a baja altura. 
Gracias a su resolución en distancia (del orden de centímetros) y su capacidad local de seguimiento automático sobre imágenes, el radar ARIES es notablemente superior a todos los de su clase, tanto en funcionalidades como en versatilidad, siendo directamente aplicable en sistemas de vigilancia costera, vigilancia y control marítimo y vigilancia de superficie de aeropuerto, entre otros. 

## Descripción General
El radar ARIES puede ser desplegado bien como un sistema de vigilancia independiente y autónomo o bien como parte integrante de una red de sensores. 
En su configuración “standalone”, comprende un sensor de extraordinaria alta resolución, un procesador de última generación y una innovadora consola de visualización. Estos elementos le permiten ser configurado en diferentes modos para cumplir todos los requisitos operacionales de cualquier aplicación de vigilancia de superficie tanto marítima como terrestre. 

### Sensor Radar
El sensor se compone de un equipo de RF totalmente integrado de estado sólido que proporciona el mayor ancho de banda alcanzado hasta la fecha en su banda por un equipo comercializado. 
El sensor emplea una forma de onda continua (CW) que garantiza notables alcances en distancia con potencias de pico transmitidas mínimas que, junto con el gran ancho de banda utilizado, le dan su característica de baja probabilidad de interceptación (LPI) y una gran robustez frente a interferencias externas. 
Su arquitectura modular y la incorporación de un equipo BITE, mejoran su mantenimiento y la fiabilidad de todo el sistema. 

### Procesador
El procesador del ARIES es la unidad que ejecuta todas las funciones de control y tratamiento de señales y datos de todo el sistema en su configuración “standalone”. La unidad de proceso se compone de varias tarjetas digitales trabajando en paralelo, configurables por software, para facilitar su mantenimiento y la ampliación con nuevas prestaciones. El núcleo del procesado de las señales radar ha sido implementado sobre la más avanzada tecnología de tarjetas DSP comerciales (COTS). 
Las particularidades de detección en alta resolución y el seguimiento simultáneo de blancos de diferentes tamaños no cooperantes ha obligado a desarrollar unos algoritmos especializados de seguimiento y asociación de datos basados en proceso avanzado de imágenes y técnicas de inteligencia artificial, con la posibilidad de incorporar capacidades ISAR. 
Las tarjetas soporte de las comunicaciones disponen de una interfaz para múltiples consolas de visualización y para elementos externos como GPS, brújulas e indicadores de velocidad. 

## Características
Sensor RF
- Frecuencia de Transmisión: Banda-X
- Ancho de banda de Transmisión > 500 MHz
- Transmisor de estado sólido
- Formas de onda FMCW
- Frequency Hopping
- Control de potencia transmitida de gran precisión
- Sectores arbitrarios de silencio
- Resolución en distancia: < 0.5 metros
- Vigilancia en sector o continua 360°

Procesador de Señales y Datos
- CFAR adaptativo
- Extracción de blancos en imágenes
- Algoritmos avanzados de seguimiento automático sobre blancos extensos
- Análisis de características del blanco para Identificación/Clasificación
- Control de seguimiento manual
- Vigilancia en escenarios densos

Visualización
- PC como soporte hardware
- Presentación integrada de la información de traza e imagen radar
- Perfil de blancos en alta resolución
- Grabación del historial de traza
- Soporte de todas las prestaciones ARPA

Configuración
- Cumplimiento de las normas MIL-STD
- Extensas prestaciones BITE
- Arquitectura modular
- Alta fiabilidad
- Consumo de energía < 500 W
- Tamaño y peso reducido y configuración compacta transportable.
- Velocidad de exploración adaptable a diferentes aplicaciones de vigilancia

## Especificaciones
Frecuencia: 8.9-9.5 GHz 
Ancho de banda: 600 MHz 
Waveform: linear frequency modulated continuous waveform 
Agilidad de frecuencias: más de seis frecuencias (dependiendo de la escala seleccionada) 
Resolución: 0.5 m 
Potencia de salida: 5 mW-5 W (más de 80 W si se añade un amplificador opcional, controlada en cada escala de alcance. 

## Variantes
ARIES CS
El ARIES CS (Coastal Surveillance) de vigilancia costera es capaz de detector pequeños objetivos en la superficie tanto a corto como largo alcance en malas condiciones meteorológicas y de estado del mar. Las posibles aplicaciones incluyen contraterrorismo, detección ilegal de inmigrantes, contrabando y narcotráfico, búsqueda y rescate y control del tráfico. 
ARIES NAV
El ARIES NAV Navegación y vigilancia de superficie está diseñado para ayudar a la navegación de los buques. Detectando objetos en la superficie y masas de tierra y tiene una capacidad secundaria de vigilancia aérea a baja altitud. Operativamente, el ARIES NAV realiza una búsqueda de 360° para todos los objetivos dentro de su alcance y determina su distancia y demora. 
ARIES PAR
El ARIES PAR (Precision Approach Radar) es un radar de aproximación de precisión y ayuda a las labores de control de aproximación de helicópteros y aeronaves. En coordinación con otros radares de mayor alcance como el ARIES SAAS. 
ARIES S
ARIES S (Submarino) fue diseñado para realizar las labores de vigilancia y navegación el los submarino de nueva generación como los S-80 y se afirma que es virtualmente indetectable por los medios ESM tácticos actuales. El ARIES S está instalado en una estructura que no penetra en el casco, y el tamaño y forma de su transceptor diseñado para ajustarse al mástil de un submarino. 
ARIES SAAS
El ARIES SAAS está diseñado para detectar y determinar la distancia y demora de objetivos aéreos (incluidos misiles) así como realizar labores de control y guía para helicópteros y otras aeronaves. Al ARIES SAAS se le puede integrar un sistema IFF e incluye las capacidades del ARIES NAV.